# 오리안 드 게르망트
게르망트 공작부인 오리안(Oriane, duchesse de Guermantes)은 마르셀 프루스트의 소설, 《잃어버린 시간을 찾아서》의 등장인물이다. 결혼 전 작위는 롬 공녀(princesse des Laumes)이다.
작중 화자는 유년기부터 그녀에 빠졌다. 그녀의 가문은 주느비에브 드 브라방부터 라 로슈푸코 가문에 이르기까지 고명한 귀족들과 접점을 갖고 있다. 그녀는 포부르 생제르맹의 여왕 중 하나요, 화자는 그녀의 아름다움과 우아함에 열광한다.

## 모델
프루스트는 게르망트 공작부인이라는 등장인물을 구상하는 데 있어 고명한 그레퓔 백작부인, 엘렌 스탕다슈, 셰비녜 백작부인과 같은 여러 인물들에서 영감을 따왔다. 결혼 전의 롬 공녀로서의 오리안은 독일 억양을 갖고 있던 장 드 카스텔란 백작부인에게서 영감을 따왔다.
셰비녜 백작부인이 30살이던 무렵, 마르셀 프루스트는 길가에서 그녀에게 먼저 말하지도 않고 그녀를 보려고 한 적이 있다. 어느 날 프루스트가 셰비녜 백작부인에게 다가가서 놀래키자, 그녀는 급하게 그 유명한 말을 남긴다. "피츠제임스가 저를 기다리고 있어요!" 이 말은 《잃어버린 시간을 찾아서》에서 언급되며, 마치 퇴짜를 맞은 것처럼, 화자의 마음에 상처를 준다.

## 참고 문헌
- 조지 페인터, 《마르셀 프루스트Marcel Proust》, 파리, 메르퀴르 드 프랑스, 1966년, 2판, 1992년
- 로르 일르랭, 《그레퓔 백작부인, 게르망트의 그림자La comtesse Greffulhe, L'ombre des Guermantes》, 플라마리옹, 2014년.

## 같이 보기
- 잃어버린 시간을 찾아서/등장인물
- 게르망트 (잃어버린 시간을 찾아서)